# 黑彌撒

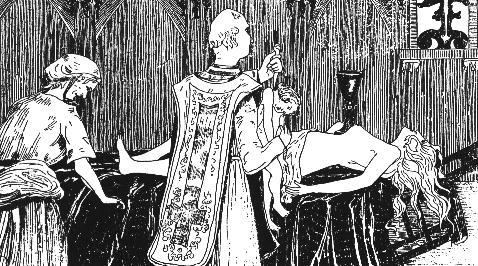
Henri Antoine Jules-Bois的書籍《Le Satanisme et la magie》中所描畫的《The Guibourg Mass》

黑弥撒（英語：Black Mass）指的是通常由撒旦崇拜团体举行的，形式上类似于罗马天主教脱利腾弥撒的仪式。
黑弥撒的原型可以追溯到中世纪时期。17世纪至18世纪期间，随着猎巫行为的渐渐衰落，在英国、法国、意大利贵族及知识分子阶级中盛行。例如法国国王路易十四的情妇蒙特斯庞侯爵夫人为了做黑弥撒，诱拐杀害了1500名婴儿。
19世纪以后，贵族以外的人如作家、艺术家参加黑弥撒，对其关注，因而黑弥撒相关的作品、新闻、杂志盛行。